# Stay (chanson de Zedd et Alessia Cara)
Pour les articles homonymes, voir Stay.
Singles par Zedd
Ignite
(2016) Get Low
(2017)
Singles par Alessia Cara
How Far I'll Go (en)
(2016) 1-800-273-8255
(2017)
Stay est une chanson du DJ allemand Zedd et de la chanteuse canadienne Alessia Cara sortie le 23 février 2017.

## Historique
Zedd et Alessia Cara se rencontrent pendant une cérémonie des HALO Awards (en). En décembre 2016, le DJ annonce leur collaboration en postant sur Twitter une photo d'eux dans un studio d'enregistrement. Après avoir été annoncée par une publicité diffusée durant l'émission Saturday Night Live, la chanson Stay sort le 23 février 2017.
Un clip vidéo réalisé par Tim Mattia sort le 18 avril 2017.

## Accueil

### Accueil critique et distinctions
Les critiques du magazine américain Billboard classent Stay à la dix-septième place de leur sélection des meilleures chansons de l'année 2017 et à la deuxième place de leur classement dance/electronic. Ils ont également inclus le titre dans leur top dix des meilleures chansons de Zedd, à la quatrième place.
Stay remporte le prix de la meilleure vidéo dance durant les MTV Video Music Awards 2017. Lors de la 60e cérémonie des Grammy Awards, la chanson est nommée au prix de la meilleure prestation vocale pop d'un duo ou groupe qui est remporté par le groupe Portugal. The Man pour Feel It Still (en). Le mois suivant, elle gagne le prix de la chanson dance de l'année lors des iHeartRadio Music Awards 2018 (en). Elle était aussi nommée dans la catégorie de la collaboration de l'année qui est remportée par Something Just like This de The Chainsmokers et Coldplay. Stay fait partie des chansons primées lors de la 29e cérémonie des SOCAN Awards (en) dans les catégories dance et chanson internationale. Lors des Secret Genius Awards, cérémonie organisée par Spotify, Sarah Aarons (en) est nommée au prix du parolier de l'année pour les chansons Stay et The Middle.

### Accueil commercial
Dans les classements datés du 6 mai 2017, Stay atteint la septième place du Billboard Hot 100 et la première place du top Dance/Electronic Songs (en) avec 91 000 téléchargements, 18.7 millions de streams et une audience radio de 66 millions d'auditeurs. Le mois suivant, la chanson atteint la première place du Top 40 Mainstream qu'elle occupe pendant six semaines.
D'après un classement publié par Nielsen Soundscan, Stay est la quatrième chanson la plus écoutée sur les radios américaines durant l'année 2017. Elle est également la quatrième chanson dance la plus écoutée sur la plateforme de streaming Spotify en 2017.

## Classements et certifications
| Classements (2017)                      | Meilleures position |
| --------------------------------------- | ------------------- |
| Allemagne (GfK Entertainment)           | 13                  |
| Allemagne (Top 20 Dance-Charts)         | 6                   |
| Australie (ARIA)                        | 3                   |
| Australie (ARIA Dance)                  | 1                   |
| Autriche (Ö3 Austria Top 40)            | 6                   |
| Belgique (Flandre Ultratop 50 Singles)  | 21                  |
| Belgique (Flandre Ultratop 50 Airplay)  | 32                  |
| Belgique (Wallonie Ultratop 50 Singles) | 30                  |
| Belgique (Wallonie Ultratop 50 Airplay) | 31                  |
| Canada (Hot 100)                        | 9                   |
| Canada (Canada AC)                      | 14                  |
| Canada (Canada All-Format)              | 4                   |
| Canada (CHR/Top 40)                     | 1                   |
| Canada (Digital Songs)                  | 5                   |
| Canada (Hot AC)                         | 7                   |
| Colombie (National-Report)              | 54                  |
| Danemark (Tracklisten)                  | 12                  |
| Écosse (OCC)                            | 7                   |
| Espagne (PROMUSICAE)                    | 37                  |
| États-Unis (Hot 100)                    | 7                   |
| États-Unis (Adult Contemporary)         | 7                   |
| États-Unis (Adult Pop Songs)            | 2                   |
| États-Unis (Dance/Mix Show Airplay)     | 1                   |
| États-Unis (Digital Songs)              | 1                   |
| États-Unis (Dance Club Songs)           | 24                  |
| États-Unis (Hot Dance/Electronic Songs) | 1                   |
| États-Unis (Pop Airplay)                | 1                   |
| États-Unis (Radio Songs)                | 3                   |
| États-Unis (Rhythmic Songs)             | 12                  |
| États-Unis (Streaming Songs)            | 15                  |
| Europe (Euro Digital Song Sales)        | 11                  |
| Finlande (Suomen virallinen lista)      | 20                  |
| France (SNEP)                           | 35                  |
| Hongrie (Rádiós Top 40)                 | 25                  |
| Hongrie (Single Top 40)                 | 34                  |
| Hongrie (Stream Top 40)                 | 6                   |
| Irlande (IRMA)                          | 8                   |
| Italie (FIMI)                           | 21                  |
| Japon (Hot 100)                         | 27                  |
| Lettonie (Latvijas Top 40 (en))         | 6                   |
| Malaisie (RIM (en))                     | 6                   |
| Mexique (Mexico Airplay (en))           | 22                  |
| Mexique (Mexico Ingles Airplay (en))    | 5                   |
| Norvège (VG-lista)                      | 17                  |
| Nouvelle-Zélande (RMNZ)                 | 9                   |
| Pays-Bas (Nederlandse Top 40)           | 8                   |
| Pays-Bas (Single Top 100)               | 11                  |
| Portugal (AFP)                          | 11                  |
| Tchéquie (IFPI Rádio)                   | 10                  |
| Tchéquie (IFPI Singles Digitál)         | 7                   |
| Royaume-Uni (UK Singles Chart)          | 8                   |
| Royaume-Uni (UK Dance Chart)            | 3                   |
| Slovaquie (IFPI Rádio)                  | 54                  |
| Slovaquie (IFPI Singles Digitál)        | 10                  |
| Suède (Sverigetopplistan)               | 9                   |
| Suisse (Schweizer Hitparade)            | 16                  |

| Classements (2017)                       | Positions |
| ---------------------------------------- | --------- |
| Allemagne (GfK Entertainment)            | 57        |
| Australie (ARIA)                         | 14        |
| Australie (ARIA Dance)                   | 1         |
| Autriche (Ö3 Austria Top 40)             | 32        |
| Belgique (Flandre Ultratop)              | 52        |
| Belgique (Wallonie Ultratop)             | 81        |
| Canada (Hot 100)                         | 22        |
| Canada (Digital Songs)                   | 22        |
| Danemark (Tracklisten)                   | 38        |
| États-Unis (Hot 100)                     | 17        |
| États-Unis (Adult Contemporary)          | 16        |
| États-Unis (Adult Pop Songs (en))        | 12        |
| États-Unis (Dance/Electronic Songs (en)) | 3         |
| États-Unis (Dance/Mix Show Airplay (en)) | 2         |
| États-Unis (Digital Songs)               | 17        |
| États-Unis (Pop Songs)                   | 3         |
| États-Unis (Radio Songs)                 | 7         |
| États-Unis (Rhythmic Songs (en))         | 50        |
| États-Unis (Streaming Songs)             | 38        |
| Hongrie (Stream Top 100)                 | 19        |
| Italie (FIMI)                            | 63        |
| Japon (Hot 100)                          | 66        |
| Nouvelle-Zélande (RMNZ)                  | 33        |
| Pays-Bas (Nederlandse Top 40)            | 46        |
| Pays-Bas (Single Top 100)                | 34        |
| Royaume-Uni (UK Singles Chart)           | 37        |
| Suède (Sverigetopplistan)                | 42        |
| Suisse (Schweizer Hitparade)             | 52        |
| Classements (2018)                       | Position  |
| Australie (ARIA Dance)                   | 36        |
| États-Unis (Adult Contemporary)          | 14        |
| États-Unis (Dance/Electronic Songs (en)) | 12        |
| Japon (Hot 100)                          | 87        |
| Classement (2019)                        | Position  |
| Australie (ARIA Dance)                   | 79        |

| Classement (2010-2019)                   | Position |
| ---------------------------------------- | -------- |
| États-Unis (Dance/Electronic Songs (en)) | 11       |

| Région | Certification | Ventes/Streams |
| --- | ------------- | -------------- |
| Allemagne (BVMI) | Platine       | 400 000^       |
| Australie (ARIA) | 4 × Platine   | 280 000^       |
| Belgique (BEA) | Platine       | 30 000*        |
| Brésil (ABPD) | 3 × Platine   | 120 000*       |
| Canada (Music Canada) | 4 × Platine   | 320 000^       |
| Danemark (IFPI Danmark) | Platine       | 90 000^        |
| Espagne (Promusicae) | Platine       | 40 000*        |
| États-Unis (RIAA) | 2 × Platine   | 2 000 000‡     |
| France (SNEP) | Platine       | 133 333*       |
| Italie (FIMI) | 2 × Platine   | 100 000‡       |
| Mexique (Amprofon) | Platine+or    | 90 000*        |
| Nouvelle-Zélande (RMNZ) | Platine       | 30 000*        |
| Royaume-Uni (BPI) | Platine       | 60 000^        |
| Suède (GLK) | 2 × Platine   | 80 000^        |
| *Ventes selon la certification ^Mise en rayon selon la certification xNon précisé par la certification ‡ventes/streaming selon la certification |               |                |